# Caccobius gilleti
Caccobius gilleti är en skalbaggsart som beskrevs av Vladimir Balthasar 1933. Caccobius gilleti ingår i släktet Caccobius och familjen bladhorningar. Inga underarter finns listade.